# Курюко
Ку́рюко (ингуш. Куркъа) — герой и богоборец в ингушской мифологии или фольклоре, который передаёт людям похищенные у божества Селы овцы, воду и тростник для строительства жилищ. В похищении ему содействуют семеро сыновей Селы, являющиеся охранниками входа к нему. Разгневанный Села железными цепями приковывает Курюко к горной скале и ежедневно по его приказанию прилетает орёл, который клюёт сердце Курюко. Села же приказал своей жене Фурки охранять прикованного героя. Та в свою очередь создаёт магический круг на снежном конусе вершины горы, перешагнуть который боятся все смертные из-за страха быть сброшенным ею в пропасть. В качестве наказания сыновья Селы были подвешены к небу, и они образовали созвездие Большой Медведицы.

## Миф

### Общие сведения
Единственное упоминание нарта Курюко — в сказании «Семь сыновей вьюги», опубликованном в 1910 году писателем В. Я. Светловым. В других кавказских вариантах нартского эпоса он отсутствует.
Светлов не упоминал места записи и информатора сказания «Семь сыновей вьюги». На основании его содержания И. А. Дахкильгов предполагает, что оно было записано в ингушском селении Гвилети, поскольку действия произведения происходят в горе Казбек, почитавшегося гвилетцами как священная вершина. Гвилети из всех населённых пунктов наиболее ближе к горе Казбек и расположен на самом высшем подъёме Военно-Грузинской дороги. Исторически в этом селении путешественники, как правило, делали привал, меняли лошадей, нанимали проводников, закупали продукты и прочее. В то же время часть путешественников интересовалась фольклором и этнографией у жителей высокогорных селений.

### Персонажи
Действующие лица мифа: нарт Курюко, полулюди-полубоги и сами боги, подразделяемые на низших и на верховного. Последний, известен по записи В. Светлова как Тга (ингуш. Ткъа). Он живёт на вершине Казбека, и пользуется Солнцем, в лучах которого он греется.

## Анализ мифа
В. Я. Светлов определял сказание «Семь сыновей вьюги» как «предание», что, по мнению литературоведа И. А. Дахкильгова, идёт в разрез со жанровой систематизацией современного фольклора. В то же время Дахкильгов не исключал, что произведение можно считать мифом «прометеевского» образа. Он писал, что произведение было создано тогда, когда мифология была на позднейшей стадии и из неё стал зарождаться эпос, уже в эпоху металла ставший оформляться в нартский.